# Unifrance
Unifrance es una organización de promoción de películas francesas fuera de Francia. Está gestionado por el Centro Nacional del Cine y la Imagen Animada de Francia. Tiene varios cientos de miembros que incluyen cineastas, directores, guionistas y agentes.
Fundado en 1949, participa en alrededor de 50 festivales de cine por año y fue uno de los diez miembros fundadores de European Film Promotion.